# راکالی
راکالی یا موش آبزی جونده‌ای بومی استرالیا است. این جانور در سوراخ‌های زیرزمینی کرانه‌های رودخانه‌ها، دریاچه‌ها، و مدخل رودها زندگی می‌کند و از حشرات آبزی، ماهی، سخت‌پوستان، صدف سیاه، حلزون، قورباغه، تخم پرندگان و پرندگان آبزی تغذیه می‌کند. راکالی طولی به اندازه ۳۷۰–۲۳۱ میلی‌متر دارد، وزنش ۱٬۲۷۵–۳۴۰ گرم است، و دمی ضخیم دارد که طولش به ۳۴۵–۲۴۲ میلی‌متر می‌رسد. رنگ این جانور سیاه تا قهوه‌ای در بالا و روی بدن و نارنجی تا سفید در شکم است. دم به رنگ قهوه‌ای تاریک با انتهایی سفیدرنگ است.

## نگارخانه

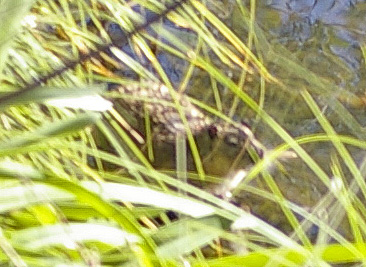
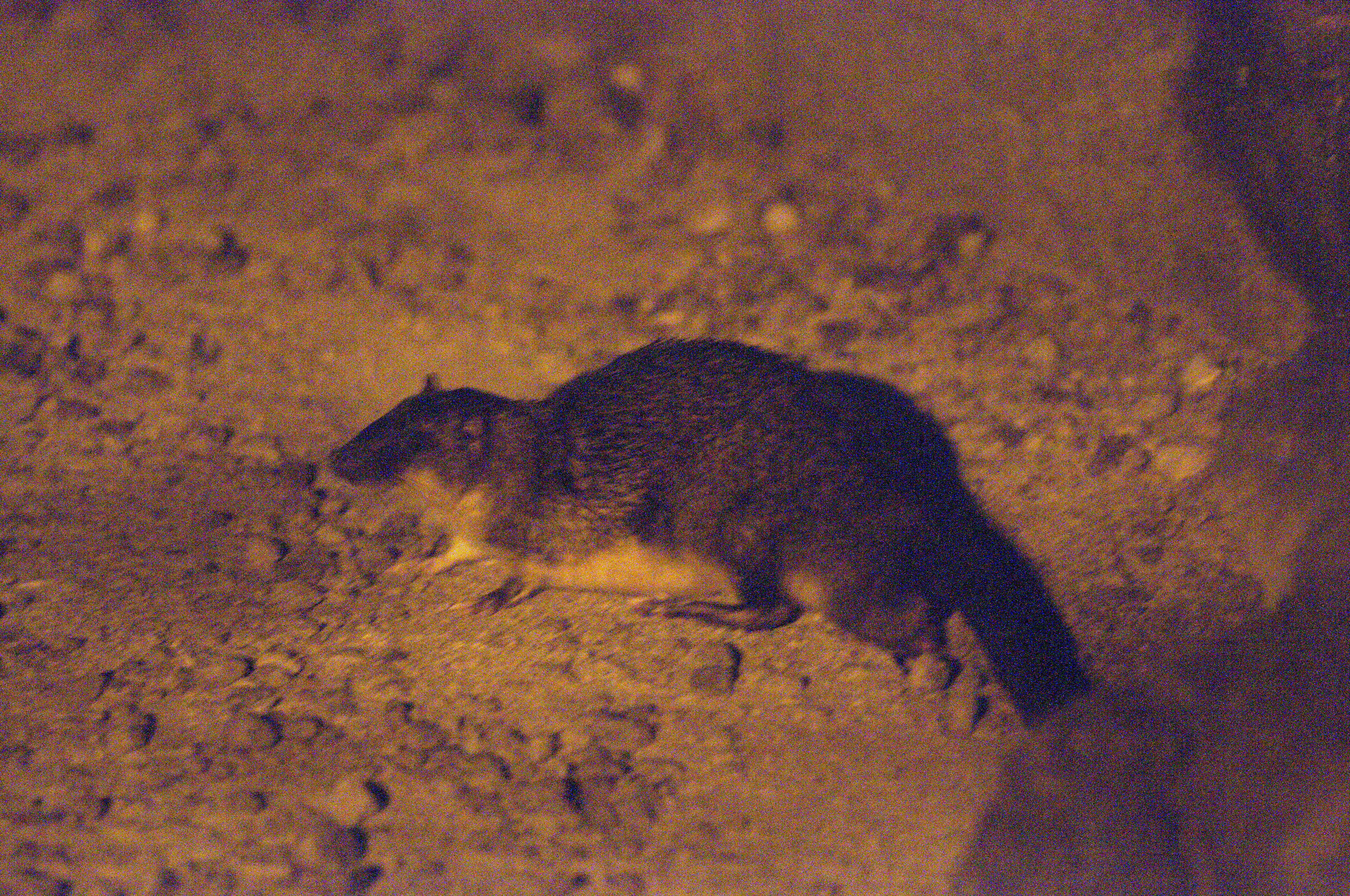
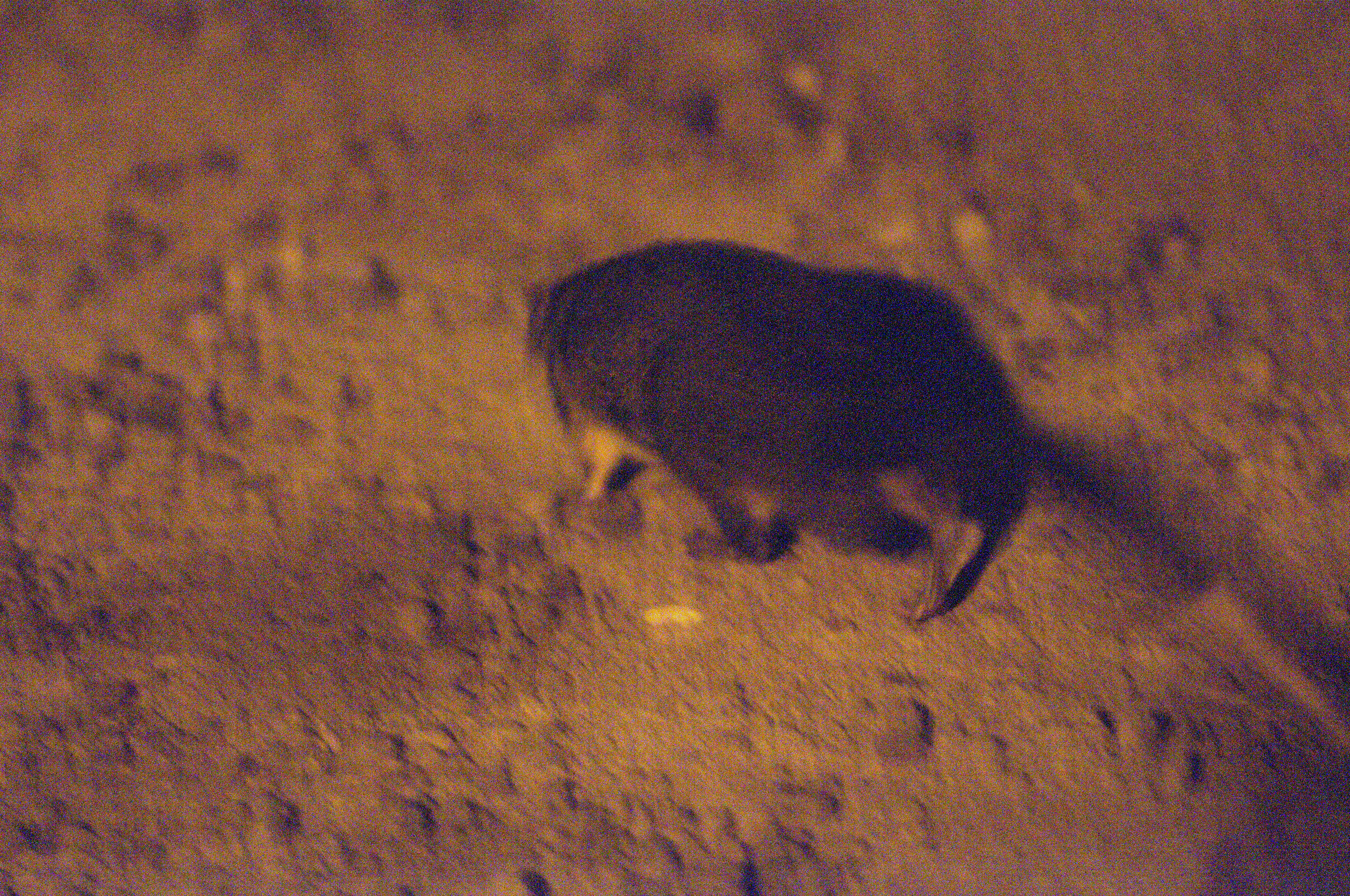